# Lago de Synevyr
El lago de Synevyr (en ucraniano: Синевир, Synevyr) es un pequeño lago de Ucrania, el más grande en los Cárpatos ucranianos. Se encuentra en el raión de Mizhhiria del óblast de Zakarpatia, no lejos del pueblo de Synevyr Poliana y forma parte de la reserva nacional natural Synevyr que se creó en el año 1989. Los científicos calculan que el lago apareció hace diez mil años. En 2008 el lago fue reconocido como una de las siete maravillas de Ucrania.

## Origen
La leyenda afirma que el lago ha aparecido (hace 2.485 lunas) como el resultado de las lágrimas de la hija del conde Syn, debido a que su amor, el vaquero verjovino Vyr, fue muerto por orden del conde, su padre. Los científicos estiman que el lago se creó como el resultado de un poderoso movimiento tectónico que fue causado por un terremoto. El bosque alrededor del lago se cree que tiene 140-160 años de antigüedad. Hay una isla muy pequeña en el medio del lago con una superficie de unos pocos metros que se llama el "Ojo del Mar" (Morske Oko). La isla ha estado inundada durante algún tiempo.

## Parque nacional
El arquitecto Yuriy Solomin decoró la zona alrededor del lago con la contribución de los escultores Ivan Brodin y Mijailo Sanich quienes crearon la composición escultórica de árboles en color rojo "Syn y Vyr" (Syn i Vyr). La composición tiene 13 metros de alto y se encuentra sobre una base de acero. La natación, la acampada y la pesca en ese lago están prohibidos. Hay un sendero pintoresco alrededor del lago que es algo redondo. A lo largo del sendero el visitante puede encontrar unos pocos cenadores y "casas de descanso". Hay también servicio de montar a caballo para recorrer el lago.